# Ynys Enlli
Ynys Enlli (engelska Bardsey Island) är en ö i Storbritannien.   Den ligger i kommunen Gwynedd och riksdelen Wales, i den sydvästra delen av landet, 300 km väster om huvudstaden London. Arean är 1,8 kvadratkilometer.
Terrängen på Ynys Enlli är platt. Öns högsta punkt är 156 meter över havet. Den sträcker sig 2,7 kilometer i nord-sydlig riktning, och 1,7 kilometer i öst-västlig riktning.